# Barbourisia rufa
Barbourisia rufa là loài cá dạng cá voi, là thành viên được biết đến duy nhất của họ Barbourisiidae. Loài cá này được tìm thấy trên khắp các vùng nhiệt đới và ôn đới của đại dương trên thế giới, chủ yếu ở Thái Bình Dương gần Nhật Bản và New Zealand, ở độ sâu từ 300 đến 2000 m.